# Ian Syster
Ian Syster (Upington, 20 januari 1976 – Keimoes (Northern Cape), 25 december 2004) was een Zuid-Afrikaanse marathonloper.
Als Zuid-Afrikaans kampioen nam heel deel aan het IAAF wereldkampioenschap marathon 2001 in Edmonton, waar hij een veertiende plaats behaalde in 2:19.38.
In 2002 liep hij op de marathon van Londen een persoonlijk record van 2:07.06 en werd hiermee vijfde. Op de IAAF wereldkampioenschap marathon 2003 in Parijs werd hij zevende en in datzelfde jaar won hij de marathon van Peking.
Op de Olympische Spelen van 2004 in Athene nam hij deel aan de marathon, maar haalde de finishe niet. Ian Syster kwam in de kerstochtend dat jaar samen met zijn twee jaar oude zoon om het leven bij een auto-ongeluk toen hij op weg was naar zijn familie.

## Titels
- Zuid-Afrikaans kampioen marathon - 2001

## Persoonlijke records
| Onderdeel      | Prestatie | Datum         | Plaats         |
| -------------- | --------- | ------------- | -------------- |
| 5.000 m        | 13.45,37  | 8 maart 2002  | Bellville      |
| 10.000 m       | 28.24,61  | 1 maart 2002  | Port Elizabeth |
| halve marathon | 1:02.44   | 8 juli 2001   | East London    |
| 30 km          | 1:29.00   | 14 april 2002 | Londen         |
| marathon       | 2:07.06   | 14 april 2002 | Londen         |

## Palmares

### 10 Eng. mijl
- 2002: 19e Dam tot Damloop - 49.01

### marathon
- 2001: 14e WK in Edmonton - 2:19.38
- 2002:  Zuid-Afrikaans kampioenschappen - 2:13.30
- 2002: 5e marathon van Londen - 2:07.06
- 2002: 19e Chicago Marathon - 2:16.02
- 2003: 9e marathon van Londen - 2:09.18
- 2003: 7e WK in Parijs - 2:10.17
- 2003:  marathon van Peking - 2:07.49
- 2004: DNF OS